# 뉴포트 매립지에 묻힌 비트코인

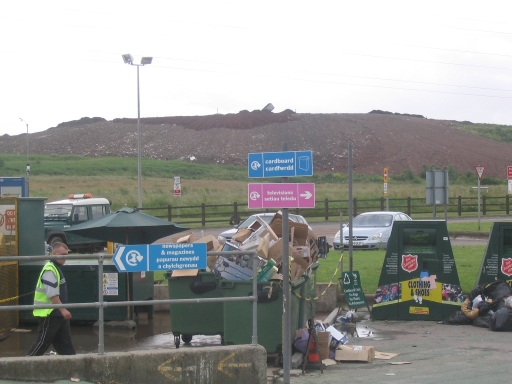
비트코인이 들어 있는 하드 드라이브가 묻힌 웨일스 뉴포트 도크스웨이 매립지

2013년 중반, 제임스 하웰스는 8,000개의 비트코인의 개인 키가 담긴 노트북 하드 디스크를 웨일즈 뉴포트에 위치한 도크스웨이 매립지에 폐기했다.  이후 하웰스는 전문가 팀을 구성하고 해당 장소를 발굴하기 위한 자금을 확보했지만 뉴포트 시의회는 수색에 드는 비용과 환경 문제 등을 이유로 허가를 거부했다. 이에 대해 하웰스는 발견 시 수익금의 30%를 뉴포트의 주민들과 의회 의원들에게 분배할 것을 제안했다.
2025년 1월 현재, 실종된 비트코인의 가치는 미화로 8억 4600만 달러에 달한다. 12월에 하웰스는 시의회를 상대로 4억 9,500만 파운드 배상소송을 제기했으나, 시의회는 해당 하드디스크는 이제 시의 소유라고 주장했다. 실종된 비트코인을 회수하려는 시도는 디지털 보물찾기에 비유되었다. 하웰스와 그의 팀은 데이터 회수가 여전히 가능하다고 주장했으나, 시의회는 여전히 회의적인 입장을 표명하고 있다. 2025년 1월 고등법원은 심리를 거쳐 성공 가능성이 없다고 판결하며 하웰스의 청구를 기각했다.

## 배경

2009년부터 매달 발생한 비트코인 거래 건수를 보여주는 대수형 차트

### 비트코인의 탄생
최초의 분산형 암호화폐인 비트코인은 2008년 10월 사토시 나카모토가 백서 비트 코인: 피어투피어 전자화폐 시스템을 통해 발표되었고, 이어서 2009년 1월에 P2P 프로토콜이 구현되었다. 암호학을 사용해 블록체인 거래를 검증하고 이를 공개원장에 기록하는 디지털 통화인 점에서 비트코인은 .

### 제임스 하웰스
뉴포트 출신의 웨일즈 컴퓨터 엔지니어인 제임스 하웰스는 어린 시절부터 집적 회로 생산에 관여했던 어머니의 영향을 받았다. 그는 10대 때부터 인터넷을 정기적으로 이용했다. 하웰스는 13세에 컴퓨터 제작을 시작했으며 비트코인이 처음 등장했던 시기에 냅스터 사용자가 되었다. 그는 다양한 IT 직종에서 일했으며 보우먼 통신 시스템을 다루면서 암호학에 대해 배웠다. 하웰스는 2008년 12월에 비트코인에 대해 스스로 알아봤고 한 달 후에 연구하기 시작했다. 2008년 세계 금융 위기 이후 하웰스는 불환지폐를 사기로 간주하고 대신 비트코인 발명가 나카모토의 비전에 빠져들었다. 2013년까지 하웰스는 세 자녀와 함께 당시 배우자인 하피나 에디에반스와 함께 뉴포트에 거주했으며, 나중에 둘이 이혼하면서 에디 에반스는 아이들을 데리고 떠났다. 2021년에 그는 웨일즈에서 비상 대응 시스템을 유지 관리하기 위해 재택근무를 했다. 1년 후 그는 자신을 암호화폐 및 블록체인 프로젝트 매니저라고 설명했다.

## 초기 비트코인 채굴

2009년 하웰스가 채굴을 시작했을 당시의 비트코인 채굴 용이성을 보여주는 대수적 채굴 난이도 차트.

2009년 2월 15일, 제임스 하웰스는 델 XPS 노트북으로 비트코인 채굴을 시작했다. 그는 2개월 동안 밤새도록 간헐적으로 400~800비트코인을 채굴했던 일을 회상했는데 이로 인해 그의 장치가 과열되었다. 하웰스는 나중에 장치를 손상시키고 부품을 분해하여 일부를 이베이에 판매했다. 32 킬로바이트 상당의 비트코인 개인 키가 들어 있는 노트북은 게임에도 사용되었으며 음악, 이메일, 가족 사진도 보관했다. 《데일리 텔레그래프》는 하웰스를 비트코인 네트워크의 최초 채굴자 중 한 명으로 간주하고 있으며 《더 뉴요커》는 그가 참여 당시 불과 5명의 채굴자 중 한 명으로 그를 추가로 식별했다.

## 하드 드라이브 폐기
2013년 6월 20일과 8월 10일 사이에 하웰스는 당시 GB£500,000 가치의 비트코인 8000개의 암호화된 개인 키가 들어있던 암호화된 하드 드라이브를 다른 장치와 착각해 실수로 폐기했다.  보도에 따르면 당시 하웰스의 배우자였던 하피나 에디에반스가 하드 드라이브가 들어 있는 쓰레기를 쓰레기 매립지로 가져갔다고 한다. 에디에반스는 하웰스는 그녀에게 원치 않는 품목을 매립지에 갖다 달라고 "간청"했다고 말했다. 그녀는 자신의 잘못을 부인했지만 하웰스는 그가 하드 드라이브 분실에 대해 "무의식적으로 그녀를 비난하고 있다"고 말했다.
2013년 11월 기준 하드 드라이브는 웨일스 남부 뉴포트의 독웨이 매립지 지하 약 3~5피트에 묻혀 있었으며 당시 가치는 약 400만 파운드였다. 당시 하웰스는 비트코인 완전히 사라졌다는 사실을 받아들였다. 뉴포트 시의회는 하드 드라이브가 "25,000입방미터의 폐기물과 흙 아래에 묻혔을 가능성이 높다"고 밝혔다. 이 무게는 약 110,000~200,000톤으로, CNN은 이 장치를 찾는 것이 거의 불가능하다고 보도했다. 매립지의 전 관리자는 하드 드라이브가 2013년 8월과 11월 사이에 총 140만 톤의 폐기물이 매립된 셀 2라는 15,000톤 구역에 있다고 말했다.

## 회수 시도

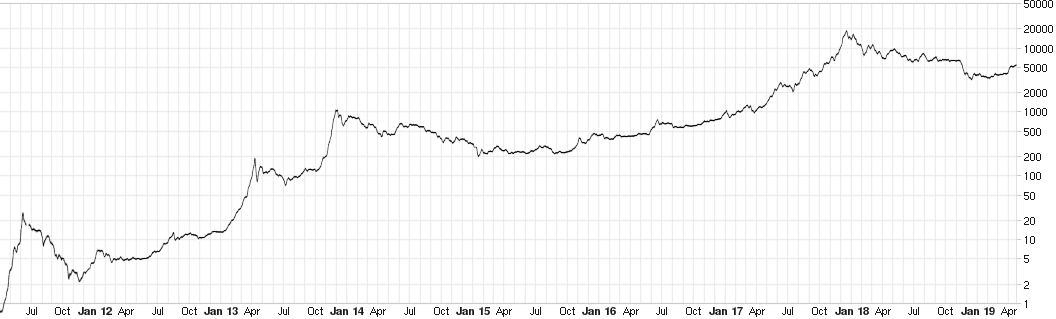
2011년부터 2019년까지 비트코인 가격을 로그로 나타낸 차트. 하드 드라이브가 폐기된 이후 가치가 상승한 것을 보여준다. 가치가 상승함에 따라 하웰스 장치를 회수하려는 시도를 더욱 확대했다.

2017년 12월, 《와이어드》는 뉴포트 시의회가 하웰스가 하드 드라이브를 수색하는 것을 불허했다고 보도했다. 하웰스에 따르면, 형사 사건이 아닌 영국의 매립지 발굴과 관련된 최초의 사건이다. 시의회는 비용 문제, 환경 문제, 장치의 갈바닉 부식, 트레저 헌터 등이 몰려 불법이 저질러질 가능성 등에 대해 우려를 표했다. 처음에는 시의회가 상황에 대해 온건한 접근 방식을 취하면서 발견되면 장치를 하웰스에게 반환하겠다고 밝혔으나 나중에는 더 강경한 입장을 취해 하드 드라이브를 수색하는 것은 불법이라고 밝혔다.
2021년 1월, 하웰스는 장치 수색을 위한 접근을 반복적으로 요청한 후 당시 약 2억 파운드 가치의 코인의 25%를 시의회에 제안했다. 그는 5,250만 파운드( US$71.7 million )를 의회에 기부하겠다고 제안했는데, 이는 뉴포트의 316,000명에게 나눠줄 경우 인당 175파운드에 해당한다. 시의회는 하웰스의 제안이 법 위반이라고 주장하며 이를 거부했다. 하웰스는 보호 케이스와 유리 디스크를 코팅한 부식 방지 코발트 층 덕분에 드라이브가 여전히 동작할 수 있는 상태라고 믿는다고 밝혔다.
수색 노력을 지원하기 위해 하웰스는 수익의 50%를 나누는 조건으로 헤지펀드로부터 재정 지원을 받았다. 그는 의회 폐기물 기록을 사용해 장치의 위치를 식별한 다음, 자료 복구 전문가 팀의 도움을 받아 비트코인을 복구할 수 있다고 믿었다. 시의회는 발굴 비용이 수백만 파운드에 이를 것으로 추산했으며, 하웰스는 9~12개월 작업에 5백만 파운드를 예산으로 책정했다.
2022년 8월, 하웰스는 인공지능 로봇 팔, 드론과 보안을 위한 보스턴 다이내믹스 로봇견와, AI 전문가와 환경 팀을 모집하는 등 계획을 확대시켰다. 수색 팀에는 매립지 발굴 전문가 8명과 컬럼비아 우주왕복선 공중분해 사고에서 블랙박스를 회수하는 데 도움을 준 데이터 복구 고문 1명이 포함되었다. 또한 30%의 수익을 분배하는 조건으로 벤처 캐피털들의 지원을 받아 예산이 1,000만~1,100만 파운드로 늘어났다.
또한 하웰스는 수익으로 지역 사회 소유 태양열이나 풍력을 이용하는 암호화폐 채굴 시설을 개발할 것이라고 밝혔다.  같은 해 리처드 해먼드가 하웰스와 팀의 드라이브를 회수하려는 노력에 대한 단편 다큐멘터리를 제작했고 2023년 9월까지 팀 규모는 두 배가 되었다.

## 소송
하웰스의 변호팀은 2023년 9월 6일에 뉴포트 시의회에 소송을 공개서한을 보냈다.  해당 부지에서 향후 공사가 진행되지 않도록 방지하고 손해배상금으로 4억 4,600만 파운드를 청구하며 부지 접근을 거부한 시의회의 결정에 대한 사법적 검토를 요구했다. 2개월 후 그의 법률팀은 법정에서 소송을 진행하기 전에 접근을 요청하는 내용의 편지를 다시 시의회에 보냈다.
2024년 10월까지 하드 드라이브의 가치는 7억 5천만 달러로 추산되었다. 하웰스는 2024년 12월 카디프 상업법원에서 소송을 개시할 날짜를 정하고 지식 재산권 등을 주장하며 시의회를 상대로 4억 9,500만 파운드의 소송을 제기했다. 《웨일스 온라인》에 따르면, 모하메드 알파예드의 피해자를 대리한 변호사 팀이 하웰스를 대리되었다. 이에 대해 시의회는 해당 재산이 현장에 기탁되었으므로 시가 합법적으로 해당 장치를 소유하고 있다고 주장했다. 하웰스의 변호사는 의도를 근거로 이러한 주장을 부인했다.
시의회는 12월 3일에 고등법원에 기각을 요청했다. 판사는 판결을 나중으로 연기했다. 시의회 대리인단은 하웰스가 비트코인의 일부를 지역 사회에 기부하려는 것은 시의회에 뇌물을 주려한다는 것이라고 주장했다. 하웰스의 법률팀은 하웰스가 분실된 하드 드라이브를 수색할 자격이 있다고 주장하며 이의를 제기했다.
2025년 1월 9일에 내린 판결에서 케아저 판사( KC )는 "현실적인 성공 가능성이 없다"고 말하면서 하웰스의 청구를 기각했다. 하웰스는 《웨일스 온라인》에  자신이 "매우 실망했다"고 말했지만 접근 불가능한 비트코인 부를 기반으로 암호화폐를 시작할 새로운 계획이 있다고 말했다.

## 의견
하웰스는 가치가 높아질수록 장치를 회수할 가능성도 높아진다고 믿었다. 2022년에 그는 하드 드라이브가 발견되고 하드 디스크 플래터가 여전히 손상되지 않았다면 비트코인을 회수할 수 있는 "확률"이 "80~90%"라고 추정했다. 하지만 동시에 그는 이 장치가 " 건초더미 속의 바늘 "이라는 사실과 벤처 캐피털리스트의 투자가 극도로 고위험이라는 사실을 인정했다.
2024년 하웰스의 법률팀은 법정에서 발굴 계획에 필요한 "상당한 전문성"으로 인해 경우의 수가 이론적으로 "훨씬, 훨씬 더 작다"고 진술했다. 이 장치를 복구하려는 시도는 디지털 보물찾기라고 표현되었다.

## 같이 보기
- 매장금